# ФК Кроација Сесвете
НК Кроација Сесвете (NK Croatia Sesvete) је хрватски фудбалски клуб из загребачке градске четврти Сесвете који у сезони 2008/09. први пут игра у Првој лиги Хрватске. Клуб је основан 1957 као НК Сљеме. Клупске боје су бордо и бела.
Клуб је од оснивања променио више имена: 
НК Сљеме (1957.-1988),
НК Сесвете (1988.-1996),
НК Бадел Сесвете (1996.-1997), и поновно
НК Сесвете (1997.-1998)
НК Кроација Сесвете (1999).

## Историјат
Клуб је основан 1957. под именом НК Сљеме, према врху планине (Медведница) у чијем је подножју смештен. 
До 1988. играо је у различитим лигама под овим именом, а те године преузима име општине из које долази, па тако мења име у НК Сесвете. У сезони 1996/97. клуб је носио име спонзора - фабрике алкохолних пића Бадел, која је највећи произвођач алкохолних пића у Хрватској, и која је пуно пажње посветила домаћем спорту па је тако и најбољи хрватски и међу најбољим европским рукометним клубовима у тадашње време (данас РК КО Загреб), тада носио њихово име. Следеће сезоне враћа се име НК Сесвете, а после једне сезоне додан је предметак Кроација и тада клуб последњи пут мења име и постаје НК Кроација Сесвете, како се назива и данас. Највећи клупски успех остварен је у сезони 2007/08., под вођством тренера Златка Крањчара, када је у напетој завршници првенства 2. ХНЛ престигао Хрватски драговољац и остварио пласман у Прву лигу Хрватске. У новој сезони, клупски председник Звонимир Зубак довео је ново тренерско име у клуб, познатог српског стручњака Љупка Петровића, пред којим је постављен циљ останка у Првој лиги. После јесењег дела Петровић напушта клуб и прелази у ФК Војводина Нови Сад. За тренера је поново постављен Златко Крањчар.

## Стадион
Клуб је смештен у спортском комплексу Спортско-рекреациони центар Сесвете у којем се, осим главног фудбалског травнатог терена, где екипа игра своје утакмице, налази и један помоћни терен, тениски терени, куглана, гостионица те ресторан. Дуго година Кроација је своје утакмице играла управо у поменутом центру, док 2007. године Фудбалски савез Хрватске, по препоруци УЕФА-е, није пооштрио услове лиценцирања прволигашима и друголигашима. Неки од обвезних услова за играње у 1. ХНЛ су сигурнији и удобнији стадиони, постављање расвете на главним теренима и теренима за тренирање, побољшање објеката за представнике медија. С обзиром да игралиште Кроације није одговарало тим прописима, клуб је морао тражити другдје односно пријавити други стадион као домаћи. Тако је клуб домаће утакмице у најславнијој сезони играо на стадиону Хрватског драговољца у Сигету. У прволигашкој сезони клуб ће до даљег играти на стадиону Камен Инграда у Великој, но у плану су проширење постојећих и градња нових трибина, те постављање расвете, како би клуб своје домаће утакмице играо пред својим гледаоцима, у своме граду. Клуб би требало, заједничким снагама градоначелника Загреба Милана Бандића и председника клуба Звонка Зубака, да добије стадион за 10.000 места. Пројект је вредан 50 милиона куна. Зубак и Град дат ће по 25 милиона куна. 5.000 места бит ће наткривено, а градит ће се свлачионице, просторије за судије и допинг-контроле. Кроација је у Првој лиги, а нема свлачионице нити стадион испуњава све услове - рекао је један извор. Клуб ће домаће утакмице ипак играти у главном граду. Након што је стадион Загреба добио лиценцу за одигравање утакмица Прве лиге, дозволио је да Кроција Сесвете своје првенствене утакмице као домаћин игра на стадиону у Крањчевићевој када је то могуће према утврђеном распореду првог дела првенства. Наиме, у неким колима поклапају се домаћинства Загреба и Кроације па ће те утакмице Кроација и даље морати играти у Великој.